# Ludovic Drapeyron

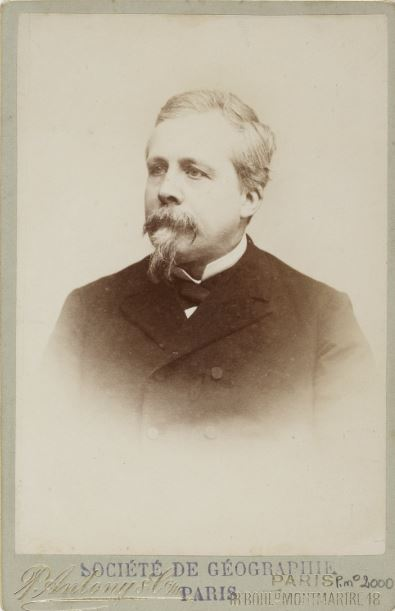
Ludovic Drapeyron

Ludovic Drapeyron (* 26. Februar 1839 in Limoges; † 9. Januar 1901 in Paris) war ein französischer Geschichtsforscher und Geograph.

## Leben
Ludovic Drapeyron besuchte zuerst ein humanistisches Gymnasium in Barcelona, wo sein Vater eine Porzellanfabrik gegründet hatte, und setzte seinen Schulbesuch in Limoges und danach am Pariser Lycée Charlemagne fort. Anschließend studierte er von 1859 bis 1862 an der École normale supérieure in Paris und erlangte 1862 die Agrégation für Geschichte. Daraufhin wirkte er als Geschichtslehrer erst am Lycée in Besançon, dann in Paris am Lycée Henri IV und am Lycée Charlemagne, wo er 1869 den Doktorgrad in Philosophie mit den Dissertationen De Burgundiae historia et ratione politica Merovingorum aetate und L’empereur Héraclius et l’empire byzantin au VIIe siècle erwarb. Er nahm von 1870 bis 1871 am politischen Leben während der Belagerung von Paris und des Kommune-Aufstandes lebhaften Anteil, indem er mehrere wichtige Broschüren schrieb und den Électeur libre redigierte.
Außer mehreren Abhandlungen über die Ursprünge Frankreichs und Deutschlands sowie seiner Mitarbeit an den Journalen Le XIXe siècle, Revue des Deux Mondes und Revue bleue widmete Drapeyron sich insbesondere der Geographie und ihrer Vermittlung. Auf dem 1875 abgehaltenen internationalen Geographiekongress in Paris präsentierte er einen Plan für die Reform des Erdkundeunterrichts, gehörte 1876 zu den Mitbegründern der Société de topographie, deren Generalsekretär er wurde, und gab seit 1877 die Revue de géographie heraus. 1899 wurde er zum Ritter der Ehrenlegion ernannt.

## Weitere Schriften (Auswahl)
- La reine Brunehilde et la crise sociale du VIe siècle sous les Mérovingiens, Besançon 1867
- Les origines de la France et de l’Allemagne, 1868–69
- Essai sur l’organisation de l’Austrasie et la création de l’Allemagne, Besançon 1869
- L’Europe, la France et les Bonaparte, Paris 1870
- L’aristocratie romaine et le concile, Paris 1870
- Essai sur la séparation de la France et de l’Allemagne aux IXe et Xe siècles, Paris 1870
- Les deux folies de Paris, Paris 1872
- Nouvelle méthode d’enseignement géographique d’après les résolutions du Congrès géographique de Paris, Paris 1876
- Essai sur le caractère de la lutte de l’Aquitaine et de l’Austrasie sous les Mérovingiens et les Carolingiens, Paris 1877
- M. Thiers historien, géographe et homme d’état, Paris 1877
- En France et en Italie: Le congrès géographique international de Venise (septembre 1881), Paris 1882
- La constitution de Carthage, d’après Aristote et Polybe, étude ethnographique, Paris 1882
- Les Carlovingiens en Limousin, transmission des institutions féodales à la partie ouest du Massif central, Paris 1884
- L’image de la France sous les derniers Valois (1525-1589) et sous les premiers Bourbons (1589-1682). Projet d’enquête sur les géographes français du XVIe et XVIIe siècle, Paris 1889
- L’évolution de notre premier atlas national sous Louis XIII, Paris 1890
- Jeanne d’Arc, application de la géographie à l’étude de l’histoire, Paris 1892
- Jean Fayen et la première carte du Limousin, Paris 1894
- Comment Michelet est devenu historien et géographe, Paris 1898
- Notice biographique sur Christian Garnier (1872-1898), Paris 1899